# 박찬용
박찬용(朴璨鎔, 1996년 1월 27일 ~ )는 대한민국의 축구 선수로, 포지션은 센터백, 오른쪽 풀백이며, 포항 스틸러스 소속으로 현재 김천 상무로 군 복무 중이다.

## 수상

### 전남 드래곤즈
- FA컵 우승 1회 (2021년)

### 포항 스틸러스
- FA컵 우승 1회 (2023년)